# Cthulhu
Cthulhu è una creatura immaginaria ideata dallo scrittore statunitense Howard Phillips Lovecraft.
Si tratta di un essere semi-divino di proporzioni e forza prodigiose che risiede nella perduta città di R'lyeh, in un sonno simile alla morte, nell'attesa che una congiunzione astrale favorevole ne consenta il risveglio. Nei racconti del cosiddetto Ciclo di Cthulhu, anche noto come Miti di Cthulhu (definizione postuma dell'opera lovecraftiana e delle aggiunte di molti altri scrittori), l'autore e i suoi epigoni lo hanno definito come una deità blasfema, adorata da popolazioni degenerate, selvaggi e folli, connessa all'insorgere di incubi e il cui culto prevede atroci sacrifici umani. Cthulhu appare per la prima volta nel racconto intitolato Il richiamo di Cthulhu (1928).
Cthulhu fa parte della complessa mitologia partorita dalla mente di H. P. Lovecraft e da lui attribuita ad un fittizio manoscritto (pseudobiblium) noto come Necronomicon, redatto dall'"arabo pazzo" Abdul Alhazred. Cthulhu è il principale, nonché sacerdote, dei Grandi Antichi, abominevoli creature aliene che si insediarono sulla Terra quando ancora la vita terrestre era agli inizi. Egli infatti giunse con la sua progenie stellare (la cosiddetta "prole stellare di Cthulhu") sulla Terra e fondò la leggendaria città di R'lyeh, nella quale fu imprigionato (non è dato sapere se volontariamente o no) quando le stelle furono allineate correttamente («the stars come right»).

## Descrizione

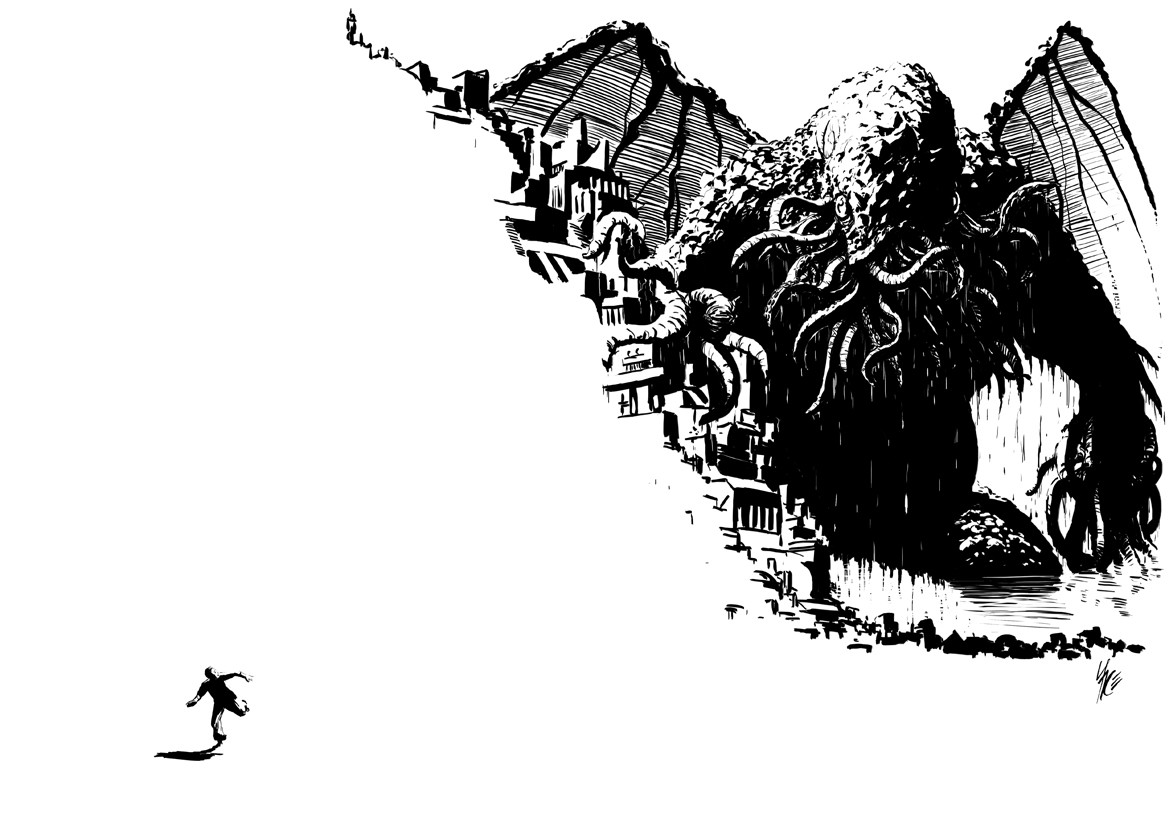
Cthulhu, illustrazione di Sofyan Syarief.

Alla vista, appare come una figura vagamente antropoide, con la testa formata da un'enorme sacca molliccia, viscida e flaccida, simile alla testa di un polpo. La "pelle" è elastica e trasparente, e attraverso essa si vede l'interno osceno del suo corpo. Il colore interno è una sintesi di tutti i colori cadaverici mentre l'odore che emana è un concentrato dei più pestilenziali e putridi miasmi marini. La testa è contornata da tentacoli. I tentacoli finiscono con una specie di bocca nel cui interno si trovano tre denti acuminati. Tra i tentacoli si spalancano occhi fissi che osservano il tutto e il niente. Il corpo è dotato di ali membranose e le braccia hanno mani dotate di poderosi artigli.
Nel mito, Cthulhu contatta determinati umani nel sonno, da cui l'infausta nomea del suo richiamo. Da eoni dorme sul fondo del mare, nella città sommersa di R'lyeh, dove attende sognando.
Gli esseri umani (ma anche altre creature preumane, come si scoprirà in seguito) lo hanno divinizzato, associandolo agli immondi dèi del pantheon lovecraftiano. Il suo culto copre tutta la Terra, ma sembra partire dall'Arabia per raggiungere la Louisiana, la Groenlandia, la Nuova Zelanda. Si narra che gli ierofanti del culto vivano sperduti tra certe montagne della Cina, dove tramano ai danni dell'umanità.
Il culto è famigerato per l'uso di ritornelli orrendi e apparentemente insensati, come «Ph'nglui mglw'nafh Cthulhu R'lyeh wgah'nagl fhtagn», che significa «Nella sua dimora a R'lyeh il morto Cthulhu attende sognando», spesso abbreviato in «Cthulhu fhtagn».
Lovecraft non creò mai un vero e proprio Mito di Cthulhu attorno alla sua narrazione, ma costruì una gran quantità di racconti sostenuti da questa comune teoria. Il Mito si diffuse inizialmente anche grazie all'apporto di altri scrittori suoi contemporanei che riutilizzarono alcune sue invenzioni in proprie opere. Questo gioco di reciproche citazioni concorse infatti a creare una coerenza per tutto l'impianto fantasioso.

## Il nome
La trascrizione tradizionale del nome di questa creatura immaginaria è Cthulhu, ma sono accettate anche altre trascrizioni quali: Tulu, Clulu, Clooloo, Cighulu, Cathulu, Q'thulu, Ktulu, Kthulhut, Kulhu, Thu Lhu e altre ancora. Spesso il suo nome è preceduto dall'epiteto Grande o Terrificante.
Lovecraft trascrisse la pronuncia di Cthulhu in "Khlûl'hloo" (approssimativamente [xlʊl.hluː] o [(k)ʟ̝̊ʊlʔɬuː]), ma S. T. Joshi fa notare come lo scrittore nel tempo abbia offerto altre interpretazioni della corretta pronuncia del nome. Tempo dopo la morte di Lovecraft, la pronuncia [kəˈθuːluː] divenne comune ed è tuttora la più diffusa.

## Il Richiamo di Cthulhu
La descrizione più dettagliata del mostro compare nel racconto Il Richiamo di Cthulhu, dove il protagonista della vicenda descrive un bassorilievo di Cthulhu plasmato da un artista che lo ha realizzato dopo averlo visto in una serie di strani sogni notturni.

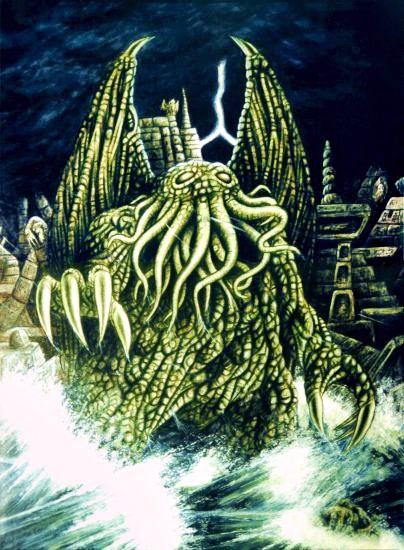
Rappresentazione artistica di Cthulhu nella città sommersa di R'lyeh, luogo sottomarino in cui dorme.

Quando la creatura finalmente appare, Lovecraft afferma che «la cosa non può essere descritta» e che è chiamata «il viscido e verde uovo cosmico» con «tenaglie molli» e una «orribile testa di calamaro con antenne che si contorcono». La frase «una montagna che camminava e incespicava» rende l'idea delle dimensioni della creatura.
In questo racconto compare un seguace di Cthulhu conosciuto come "vecchio Castro", il quale offre molte informazioni sulla mostruosa divinità: scopriamo così che i Grandi Antichi arrivarono milioni di anni or sono da lontane stelle per dominare la Terra.
Non erano fatti di carne e sangue. Avevano una forma... ma quella forma non era fatta di materia. Quando le stelle si allinearono, poterono spostarsi da un mondo all'altro attraverso lo spazio cosmico; ma quando le stelle non furono più allineate, non poterono sopravvivere. Ma anche se non vissero più, non poterono nemmeno realmente morire. Ora giacciono tutti nelle loro case di pietra nella città di R'lyeh, difesa dagli incantesimi del Grande Cthulhu, in attesa di una gloriosa resurrezione quando le stelle e la Terra saranno di nuovo pronti.
Castro spiega il ruolo del culto di Cthulhu:
Quando le stelle si saranno allineate alcune forze ignote libereranno i corpi dei Grandi Antichi. [...] I sacerdoti segreti faranno risorgere il Grande Cthulhu dalla tomba per ripristinare il suo dominio sulla Terra... L'umanità diverrà come i Grandi Antichi: libera e selvaggia, al di sopra del bene e del male, senza leggi né morale. [...] Gli Antichi liberati insegneranno all'umanità nuovi modi di urlare e uccidere, e tutta la Terra brucerà in un olocausto di estasi e libertà.
Castro rivela che i Grandi Antichi hanno poteri telepatici e:
sanno sempre tutto ciò che accade nell'universo. [...] Sono capaci di comunicare con gli umani comparendogli in sogno.

## Gli Cthulhi
Gli Cthulhi (noti anche come Guardiani di R'Lyeh, Genia del Dormiente o Maestri) sono versioni in miniatura di Cthulhu. Essi non sembrano avere scopi precisi, ma fanno forse parte di un esercito d'invasione creato dai Grandi Antichi per riaffermare il loro dominio sull'Universo. Se ciò fosse vero, visti i loro poteri e avendo l'onore di essere tanto rassomiglianti ad una divinità, ragionevolmente sarebbero una specie di truppa d'élite. La qual cosa, se vera, potrebbe confermare Cthulhu come divinità più potente del Pantheon lovecraftiano, dato che i (probabili) soldati più potenti dell'esercito divino portano le sue sembianze. Fisicamente hanno colori più spenti di quelli di Cthulhu, e sono anche più piccoli. Di certo sono più nerboruti del dio, che invece ha braccia molto sottili con dita flessuose, quantunque colossali. I loro corpi sembrano mancare di alcuni degli ornamenti presenti invece nella loro divina controparte: per l'esattezza, i loro tentacoli mancano di bocche, le ali, i ventri e le articolazioni sono sprovvisti di speroni e gli occhi hanno un aspetto differente. Sul nostro pianeta, questi esseri costruirono la città di R'lyeh, che poi affondò nell'oceano e in cui la letteratura vuole che dimorino ancora con Cthulhu. Pare che alcune di queste creature siano scampate all'affondamento della città e si nascondano in luoghi remoti della Terra stessa.

## Altre apparizioni di Cthulhu nell'opera di Lovecraft
Cthulhu è menzionato anche altrove nelle opere di Lovecraft, e alle volte è descritto in un modo che potrebbe fuorviare. Per esempio, nel racconto L'orrore di Dunwich, in un passo del Necronomicon che sussurra di minacciose creature (che «pazienti e potenti» attenderebbero «fra gli Spazi»), si afferma che «Il Grande Cthulhu è Loro cugino».
Ciò può trarre in inganno, ma si comprendono le parole di H.P.L. leggendo la sua precedente e successiva opera: i Grandi Antichi sono forme di "vita" completamente differenti dal comune senso di vita terrestre, ma pur sempre esseri materiali, come pure gli Antichi dell'Antartide e i Mi-go; gli Dei Esterni (Azathoth, Yog-Sothoth, Nyarlathotep, Shub-Niggurath e altri) invece sono delle vere e proprie terribili (e indifferenti) entità malvagie che "esistono" all'"esterno" del nostro universo. Alcuni Grandi Antichi (Cthulhu, Ghatanothoa, Tsathoggua, Yig e altri) vennero esiliati (o, più probabilmente, scelsero di farlo) nel nostro continuum spazio-temporale, ma in luoghi inaccessibili (sotto il mare, sottoterra, e non solamente sul nostro pianeta); altri invece si esiliarono "al di fuori" del nostro spazio-tempo («fra gli Spazi»). È a questi ultimi che Lovecraft si riferisce affermando che Cthulhu ne è «cugino».
Nel romanzo breve Le montagne della follia appaiono invece delle creature, denominate semplicemente "Antichi" nelle traduzioni italiane (originalmente elder things o elder ones), extraterrestri che giunsero quando la Terra era molto giovane, in guerra contro Cthulhu e i suoi alleati, da cui subirono un'invasione decine di milioni di anni dopo il loro avvento sulla Terra. Non è dato sapere se gli Antichi antartidei scoprirono il modo per uccidere gli appartenenti alla stirpe di Cthulhu.
Nel racconto Colui che sussurrava nelle tenebre si afferma che gli alieni Mi-go arrivarono sulla Terra prima che finisse il dominio di Cthulhu, mentre ne La maschera di Innsmouth è chiaramente detto che Cthulhu è adorato anche da creature non-umane conosciute come "Abitatori del profondo", il cui signore è Dagon.

## August Derleth

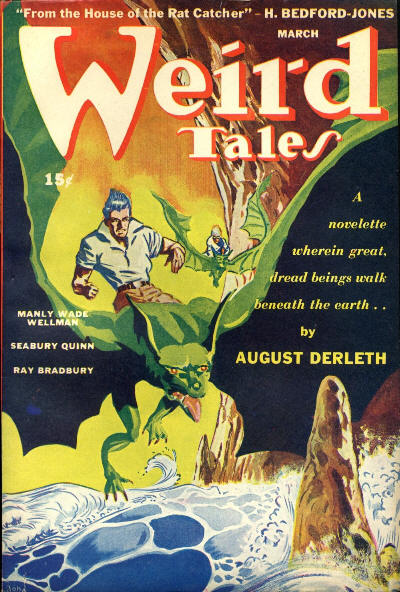
Weird Tales del 1944 con l'opera The Trail of Cthulhu di August Derleth

August Derleth, fondatore della casa editrice che per prima pubblicò le opere di Lovecraft, scrisse numerosi racconti inerenti Cthulhu, sia prima che dopo la morte di Lovecraft. Nel racconto "Il Ritorno di Hastur", scritto nel 1937, Derleth presentò due gruppi di entità cosmiche: da una parte gli Dei Antichi, incarnazione del bene, dall'altra coloro che rappresentano il male (Grandi Antichi), suddivisi a loro volta in diversi gruppi a seconda dell'elemento a cui sono associati: ci sono quindi le Entità Marine, nascoste nelle profondità degli oceani; le Entità dell'Aria, le più antiche; infine ci sono le Entità della Terra, orribili creature sopravvissute agli eoni.
Secondo lo schema di Derleth, Cthulhu è una delle Entità Marine. Derleth sottolinea come le Entità Marine siano da sempre in lotta con quelle legate all'elemento dell'aria, raccontando di come Cthulhu abbia ingaggiato una secolare lotta con Hastur l'Innominabile, elementale dell'aria nonché fratellastro dello stesso Cthulhu.
Partendo da questi elementi, Derleth scrisse una serie di storie raccolte nell'opera The Trail of Cthulhu, che racconta della lotta del Dr. Laban Shrewsbury contro Cthulhu e i suoi adoratori; la vicenda termina nel racconto "L'Isola Nera" (1952), con il bombardamento atomico dell'antica città di R'lyeh, che Derleth fa sorgere nelle vicinanze di Ponape. Derleth descrive così Cthulhu in questo racconto:
Le interpretazioni di Derleth non sono universalmente accettate dagli estimatori dei lavori di Lovecraft, che lo accusano di dare una rappresentazione stereotipata della mitologia lovecraftiana, manichea, impregnata di simbolismi cristiani e fondamentalmente diversa dal cosmo terrificante e amorale immaginato dallo scrittore di Providence.
Per quanto riguarda la possibilità di uccidere Cthulhu con un'arma nucleare è interessante citare la chiosa presente nel manuale Cthulhu Now, edito nei tardi anni ottanta dalla Chaosium e contenente le regole per "aggiornare" il gioco di ruolo Il richiamo di Cthulhu ai tempi "moderni".
Notando come Cthulhu, temporaneamente risvegliato dagli eventi del racconto originale di Lovecraft, sia stato sventrato da un piroscafo lanciatogli contro a tutto vapore solo per trasformarsi in gas e ricomporsi dopo pochi minuti il manuale fa notare la futilità di sottoporre una simile creatura (fatta di non-materia) a un bombardamento atomico, concludendo che a prescindere da quanto danno possa ricevere da una fonte fisica il Grande Antico si riformerà comunque dopo pochi istanti, e in più sarà diventato radioattivo.

## Cthulhu nella cultura di massa

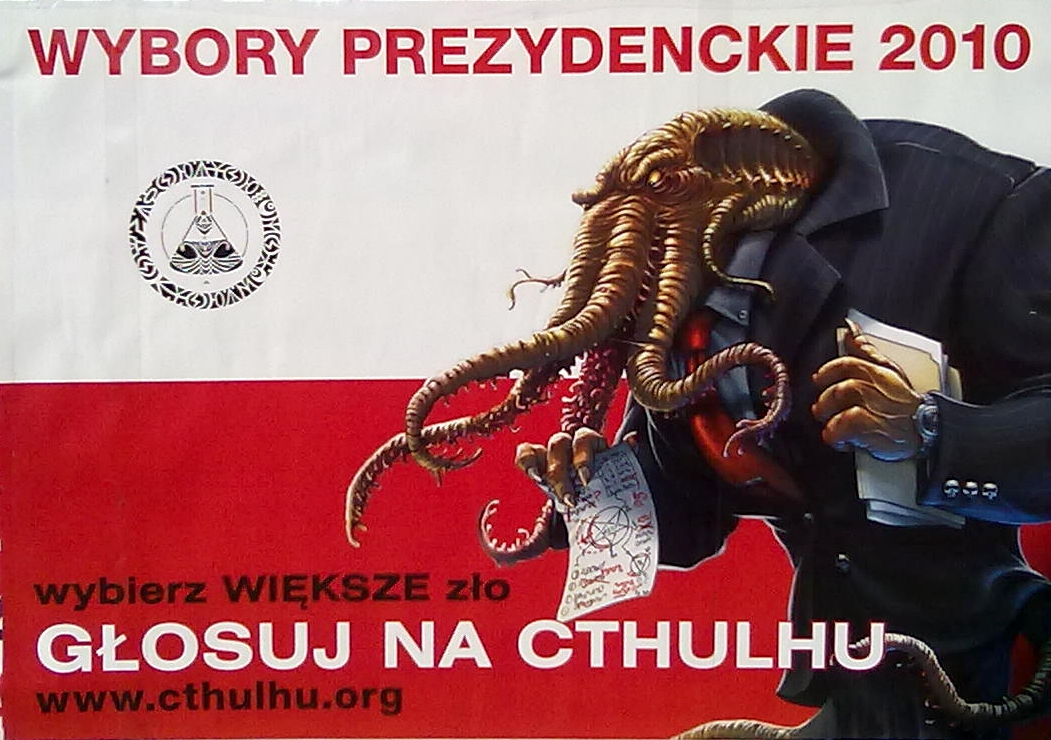
Manifesto satirico delle elezioni presidenziali in Polonia del 2010. "Scegli il male più grande. Vota Cthulhu".

### Arti figurative
Cthulhu è stato di ispirazione per molti artisti moderni. Fra coloro che hanno riprodotto in vario modo questa creatura immaginaria possiamo annoverare Paul Carrick, Kevin Evans, Dave Carson, François Launet, Ursula Vernon e Stephen Hickman. Quest'ultimo ha realizzato una statua del mostro che è apparsa sulla rivista annuale Spectrum e si trova in una teca nella biblioteca "John Hay" presso la Brown University di Providence. Per un certo periodo, delle repliche dell'opera originale di Hickman sono state prodotte dalla Bowen Designs.

### Musica
- Il brano C'thlu Thlu è presente nell'album For Girls Who Grow Plump in the Night (1973) del gruppo inglese di rock progressivo canterburiano Caravan.
- The Call of Ktulu è un brano strumentale della band statunitense Metallica.
- La band The Vision Bleak ha inciso un brano intitolato Kutulu!.
- Cthulhu Sleeps, e Rlyehs Lament sono brani di deadmau5, musicista elettronico canadese.
- La band inglese Cradle of Filth ha intitolato una canzone del loro quarto album Midian Cthulhu Dawn.
- Anche i Nile, famoso gruppo Death metal statunitense, hanno composto numerosi brani dedicati a Cthulhu.
- Nell'undicesimo album della band statunitense Iced Earth, Plagues of Babylon, è presente un brano che tratta della divinità, intitolato appunto Cthulhu.
- La band italiana Nanowar of Steel ha inserito il brano The Call of Cthulhu nell'album Stairway to Valhalla.
- La band metal tedesca Grailknights ha inserito il brano Cthulhu nell'album Knightfall del 2018

### Film
- La H. P. Lovecraft Historical Society ha realizzato nel 2005 una versione cinematografica filologica del racconto di Lovecraft Il richiamo di Cthulhu, girata nello stile dei film muti degli anni Venti del XX secolo. Al termine del film, come nel racconto originale, la divinità compare fra le rovine non-euclidee di R'lyeh.
- Nel film Bird Box (2018) viene fortemente implicato che le creature antagoniste siano collegate a Chtulhu.[2]
- Nel film Underwater (2020), poco prima della fine, appare proprio Cthulhu, che si presenta come minaccia finale.[3]

### Serie TV
- Cthulhu compare negli episodi 11, 12 e 13 della quattordicesima stagione della serie animata South Park.
- Compare nell'episodio Non svegliare lo Cthulhu che dorme de Le tenebrose avventure di Billy e Mandy.
- In Myriad Colors Phantom World, dall'episodio 8, il protagonista Haruhiko Ichijo inizia ad evocare Cthulhu.
- Ne I Simpson, episodio "La paura fa novanta XXIV", nella scena iniziale in cui ci sono vari riferimenti a film e romanzi horror appare diverse volte Cthulhu che prende il tè con Lovecraft tramite uno dei suoi tentacoli. Infine, appare nella trentesima stagione, episodio "La paura fa novanta XXIX", in cui ingaggia con Homer una sfida a chi mangia più ostriche; perdendo la sfida, esaudisce il desiderio di Homer che è quello di mangiare lo stesso Chtulhu.[4]
- Cthulhu appare nella sigla della serie animata Rick and Morty.
- Nell'episodio numero 8 del terzo volume della serie animata Love Death & Robots.

### Videogiochi
- Due titoli della Infogrames risalenti agli anni '90 si ispirano direttamente al mito di Cthulhu: Shadow of the Comet e Prisoner of Ice.
- Nel videogioco picchiaduro Pray for Death (1996), Cthulhu é un personaggio selezionabile.
- Il videogioco Call of Cthulhu: Dark Corners of the Earth è ispirato a Il richiamo di Cthulhu.
- Nel videogioco Magrunner (2013) troviamo Cthulhu come antagonista creato dal professor Xander, e tutta la storia si svolge attorno alla sua creazione e al suo risveglio e in seguito abbattimento dello stesso, rappresentato proprio nelle sue sembianze.
- Cthulhu Virtual Pet, videogioco del genere simulatore di vita; è una sorta di gioco semiserio simile al Tamagotchi in cui si deve far crescere Cthulhu, che in questo caso è una sorta di animale domestico, da piccolo polpo a mostro gigante.
- Nel videogioco Magicka compare come boss finale in una delle espansioni ambientata a R'lyeh.
- È uno dei personaggi giocabili del MOBA Smite.
- Compare nel videogioco Call of Cthulhu, sviluppato da Cyanide e uscito nel 2018.
- Nel videogioco Hearthstone compare con il nome di C'thun, seppur formalmente un altro personaggio, è chiaro il riferimento sia per nome che per fattezze.

### Giochi di carte
- Nel gioco di carte Munchkin scritto da Steve Jackson e illustrato da John Kovalic trova spazio un set dal nome Munchkin Cthulhu (2007), fra le carte a disposizione del giocatore moltissime ricordano per fattezze (illustrazioni) ed "abitudini" il mostro lovecraftiano. Il set ha ricevuto il premio come miglior gioco di carte al Lucca Comics & Games 2008 e sono uscite diverse espansioni.
- Nel gioco di carte Force of Will creato da Eiji Shishido sono presenti delle creature chiamate Cthulhu in diverse espansioni del "Blocco Grimm".

### Giochi di ruolo
La figura di Cthulhu ha ispirato diversi giochi di ruolo: il capostipite di questi è Il Richiamo di Cthulhu, elaborato da Sandy Petersen, ma esistono decine di altri regolamenti che si ispirano ai Miti, sia ufficiali (come ad esempio Sulle tracce di Cthulhu della Pelgrane Press, o Realms of Cthulhu per il regolamento Savage Worlds) sia amatoriali (come Mad Cthulhu, 1-2-3 Cthulhu o Cthulhu Dark).

## La fiction collegata aIl Richiamo di Cthulhu
- Il ciclo di Hastur
- Gli eredi di Cthulhu
- Enciclopedia Cthulhiana
- Il ciclo di Azathoth: la divinità cieca e idiota
- Il libro di Iod: i mangiatori di anime e altri racconti dello scrittore Henry Kuttner
- Il ciclo di Dunwich: dove gli dei antichi aspettano
- Il ciclo di Cthulhu
- Il Necronomicon
- Il ciclo di Innsmouth
- Il ciclo di Nyarlathotep
- Racconti di Innsmouth
- Il ciclo di Ithaqua
- Il libro di Eibon
- Il libro di Dyzan
- Il ciclo di Tsathoggua
- I Racconti di Arkham
- Lo strano caso di Rudolph Pearson: storie terrificanti del mito di Cthulhu
- I culti oscuri di Cthulhu